# Castell Coch (Abercastle)

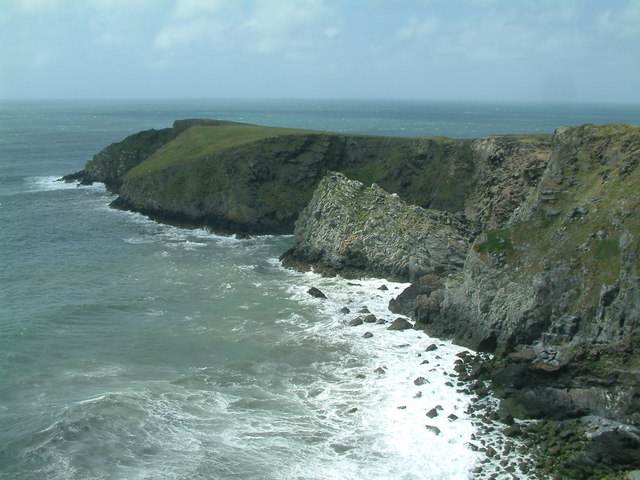
Castell Coch

Das eisenzeitliche Castell Coch (deutsch rote Burg) ist ein Promontory Fort östlich von Abercastle und westlich von Fishguard am Pembrokeshire Coast Path an der Küste von Pembrokeshire in Wales.
Castell Coch heißt auch eine als Scheduled Monument geschützte Burg im Tal des River Taff etwa 9 km nordwestlich von Cardiff.
Das Küsten-Promontory-Fort (auch als Cliff Castle bezeichnet) Castell Coch liegt auf dem schmalen Hals von Pen Morfa (auch Penmorfa), einem Vorgebirge an der Nordküste von Pembrokeshire und hat ein doppeltes Graben- und Wallsystem. Die Erdwälle eines der Gräben wurden mit Steinen gestützt.
In der Nähe liegt der Dolmen Carreg Samson.